# Сенизе
Сенизе (итал. Senise) — коммуна в Италии, расположена в регионе Базиликата, подчиняется административному центру Потенца.
Население составляет 7236 человек (на 2004 г.), плотность населения составляет 73 чел./км². Занимает площадь 96 км². Почтовый индекс — 85038. Телефонный код — 0973.
Покровителем населённого пункта считается святой Рох. Праздник ежегодно празднуется 14 августа.

## Города-побратимы
- Бусто-Гарольфо, Италия